# Tad Hilgenbrink
Tad Hilgenbrink est un acteur américain né le 9 octobre 1981 à Quincy (Illinois).
Il est connu pour son rôle de Matt Stifler dans American Pie: No Limit!, pour lequel il a été choisi en raison de sa ressemblance avec Seann William Scott. Il tient le rôle principal en remplacement de 
Eli Marienthal, qui jouait le rôle du frère de Steve Stiffler dans les premiers film. Il a également joué le rôle du prince charmant dans Disaster Movie (parodie du Prince Edward, interprété par James Marsden dans Il était une fois), le rôle principal dans Saisir sa chance, campant un jeune homosexuel dans un lycée européen des années 1980 et le rôle de Cyclope dans Big Movie (parodie de Cyclope, interprété également par James Marsden dans X-Men).

## Filmographie
| 2004 | It's All Relative                                         | Jeune Wayne      | Un épisode (Cross My Heart) |
| 2005 | American Pie: No Limit! (American Pie Presents Band Camp) | Matthew Stifler  | Rôle principal              |
| 2006 | Saisir sa Chance                                          | Chance Marquis   | Rôle principal              |
| 2007 | Grave Situations                                          | Samuel Van Alden | -                           |
| 2007 | Epic Movie                                                | Cyclope          | -                           |
| 2007 | Sherman's Way                                             | Taylor           | -                           |
| 2008 | Amusement                                                 | Rob              | -                           |
| 2008 | Disaster Movie                                            | Prince Edwin     | -                           |
| 2008 | Génération perdue 2 (Lost Boys: The Tribe)                | Chris Emerson    | Rôle principal              |
| 2009 | The Last Low Tide                                         | Ian              | Rôle principal              |
| 2009 | Amusement                                                 | Rob              | -                           |
| 2009 | H20 Extreme                                               | CC               | Rôle principal              |
| 2009 | The Hills Run Red                                         | Tyler            | Rôle principal              |